# 寺田村 (岩手県)
寺田村（てらだむら）は、昭和31年（1956年）まで岩手県岩手郡の北西部に存在していた村。現在の八幡平市西根寺田・荒木田・帷子・上関にあたる。

## 沿革
- 明治22年（1889年）4月1日 - 町村制施行にともない、寺田村・荒木田村・帷子村・上関村の計4か村が合併して北岩手郡寺田村が発足。
- 1897年（明治30年）4月1日 - 郡の統合により北岩手郡と南岩手郡が合併し、岩手郡が復活[1]。岩手郡寺田村となる。
- 昭和31年（1956年）9月30日 - 大更村・平舘村・田頭村と合併し、西根村となる。

## 行政

### 歴代村長
| 代 | 氏名         | 就任                   | 退任                      | 備考 |
| -- | ------------ | ---------------------- | ------------------------- | ---- |
| 1  | 遠藤半次郎   | 明治22年（1889年）5月  | 明治26年（1893年）5月     |      |
| 2  | 津志田円四郎 | 明治26年（1893年）5月  | 明治30年（1897年）4月     |      |
| 3  | 小野寺多次郎 | 明治30年（1897年）4月  | 明治33年（1900年）4月     |      |
| 4  | 熊谷金吾     | 明治33年（1900年）4月  | 明治35年（1902年）11月    |      |
| 5  | 中村政之助   | 明治36年（1903年）2月  | 明治38年（1905年）4月     |      |
| 6  | 遠藤錬次郎   | 明治38年（1905年）7月  | 明治41年（1908年）4月     |      |
| 7  | 中村政之助   | 明治41年（1908年）4月  | 明治42年（1909年）12月    | 再任 |
| 8  | 工藤春吉     | 明治42年（1909年）12月 | 大正3年（1914年）1月      |      |
| 9  | 遠藤藤次郎   | 大正3年（1914年）1月   | 大正7年（1918年）1月      |      |
| 10 | 遠藤斉       | 大正7年（1918年）3月   | 大正11年（1922年）3月     |      |
| 11 | 小野寺芳太郎 | 大正11年（1922年）4月  | 昭和6年（1931年）4月      |      |
| 12 | 遠藤亨       | 昭和6年（1931年）4月   | 昭和10年（1935年）4月     |      |
| 13 | 浦部竹松     | 昭和10年（1935年）4月  | 昭和14年（1939年）4月     |      |
| 14 | 田村光之     | 昭和14年（1939年）4月  | 昭和22年（1947年）4月     |      |
| 15 | 田村義則     | 昭和22年（1947年）4月  | 昭和30年（1955年）4月     |      |
| 16 | 小野寺多喜夫 | 昭和30年（1955年）4月  | 昭和31年（1956年）9月29日 |      |